# Gillian Gilbert
Gillian Lesley Gilbert, född 27 januari 1961, är en engelsk musiker som är mest känd som medlem i New Order där hon spelar gitarr och keyboard. Hon är också medlem i The Other Two tillsammans med sin man Stephen Morris.

## Diskografi (urval)
Studioalbum med New Order
- Movement (1981)
- Power, Corruption & Lies (1983)
- Low-life (1985)
- Brotherhood (1986)
- Technique (1989)
- Republic (1993)
- Get Ready (2001)
- Waiting for the Sirens' Call (2005)
- Lost Sirens (2013)
- Music Complete (2015)

Studioalbum med The Other Two
- The Other Two & You (1993)
- Super Highways (1999)